# André Bouquet
Pour les articles homonymes, voir Bouquet.
André Bouquet est un peintre naïf français né le 19 septembre 1897 à Saint-Maur-des-Fossés et mort le 2 mai 1987 à Draveil.

## Biographie
André Bouquet est né le 20 septembre 1897 à  Saint Maur-des-Fossés. Il est le fils de Louis Auguste Bouquet, plombier  et de Clémence Bécourt, Couturière.
En 1917 il est appelé sous les drapeaux et va combattre a Verdun en Champagne, dans la Meuse et en Belgique. En 1919 il finira son service militaire en Indochine à Saïgon.
Boucher de métier il travaillera aussi pendant la deuxième guerre dans l'usine d'armement Alkan à Valenton.